# Oedosphenella canariensis
Oedosphenella canariensis är en tvåvingeart som först beskrevs av Macquart 1839.  Oedosphenella canariensis ingår i släktet Oedosphenella och familjen borrflugor.
Artens utbredningsområde är Kanarieöarna. Inga underarter finns listade i Catalogue of Life.